# Psychotria leiophylla
Psychotria leiophylla är en måreväxtart som beskrevs av Elmer Drew Merrill och Lily May Perry. Psychotria leiophylla ingår i släktet Psychotria och familjen måreväxter. Inga underarter finns listade i Catalogue of Life.